# Csanádpalota
Csanádpalota est une ville et une commune du comitat de Csongrád en Hongrie.